# Yushin Maru No.2 (schip, 2002)
De Yushin Maru № 2 (Japans: 第2勇新丸, Daini Yūshin Maru) is een Japans schip dat onderzoek doet naar walvissen. Het schip is eigendom van het Institute of Cetacean Research, een organisatie actief met de Japanse jacht op walvissen. De Yushin Maru № 2 wordt als harpoenschip ingezet in de Zuidelijke Oceaan bij Antarctica. De Yushin Maru 2 zoekt, achtervolgt en harpoeneert walvissen. De walvis wordt op een fabrieksschip verwerkt en ingevroren.

## Incidenten
- Op 15 januari 2008 gingen twee bemanningsleden van de Steve Irwin aan boord om een brief te overhandigen aan de kapitein. De twee bemanningsleden werden vervolgens gevangengenomen. De bemanningsleden werden na twee dagen overgedragen aan het Australische douaneschip Ocean Viking.
- Op 6 februari 2009 kregen de Yushin Maru 2 en de Steve Irwin een aanvaring.[3][4][5] Japan diende een klacht in bij de vlaggenstaat, Nederland.

Walvisfabrieksschip:
Nisshin Maru

Harpoenschepen:
Shonan Maru 2 · Yushin Maru · Yushin Maru No.2 · Yushin Maru No.3

Ondersteunend vaartuig:
Hiyo Maru · Kaiko Maru